# Naftali Herz Imber
Neftali Herz Imber, noto anche come Neftali Tzvi Imber, Naftali Zvi Imber, Neftali Hertz Imber o Neftali Hirsch Imber (in ebraico נפתלי הרץ אימבר‎?, in yiddish: נפתלי הערץ אימבער, in ucraino Нафталі Герць Імбер?; Zoločiv, 27 dicembre 1856 – Queens, 8 ottobre 1909), è stato un poeta ucraino.
Ebreo e sionista, ha scritto il testo del Hatikvah, l'inno nazionale dello Stato di Israele.